# Pajaran (Poncokusumo)
Pajaran is een bestuurslaag in het regentschap Malang van de provincie Oost-Java, Indonesië. Pajaran telt 6303 inwoners (volkstelling 2010).